# Métrodore de Lampsaque (le Jeune)
Pour les articles homonymes, voir Métrodore.
Métrodore de Lampsaque, dit le Jeune (330-278 av. J.-C.), était un philosophe grec originaire de Lampsaque en Asie Mineure, appartenant à l'école épicurienne. Il faut le distinguer de son homonyme Métrodore de Lampsaque (l'Ancien), disciple d'Anaxagore, au Ve siècle av. J.-C.
Il avait une sœur, Batis, mariée à un autre épicurien du premier cercle : Idoménée de Lampsaque.
Avec ses deux frères Timocrate et Mentoridès, Métrodore s'attache à Épicure et devient l'un de ses familiers. Selon Diogène Laërce, Métrodore, après s'être lié à Épicure, ne le quitta qu'une seule fois, durant six mois, pour retourner dans sa patrie. De retour auprès d'Épicure, il ne le quitta plus.
Cette proximité des deux philosophes est matérialisée par les bustes de Métrodore et d'Épicure rassemblés sous la forme d'un Hermès. Timocrate, quant à lui, quitta le Jardin avant d'écrire de nombreux traités critiques et injurieux envers les Épicuriens.

## Œuvres

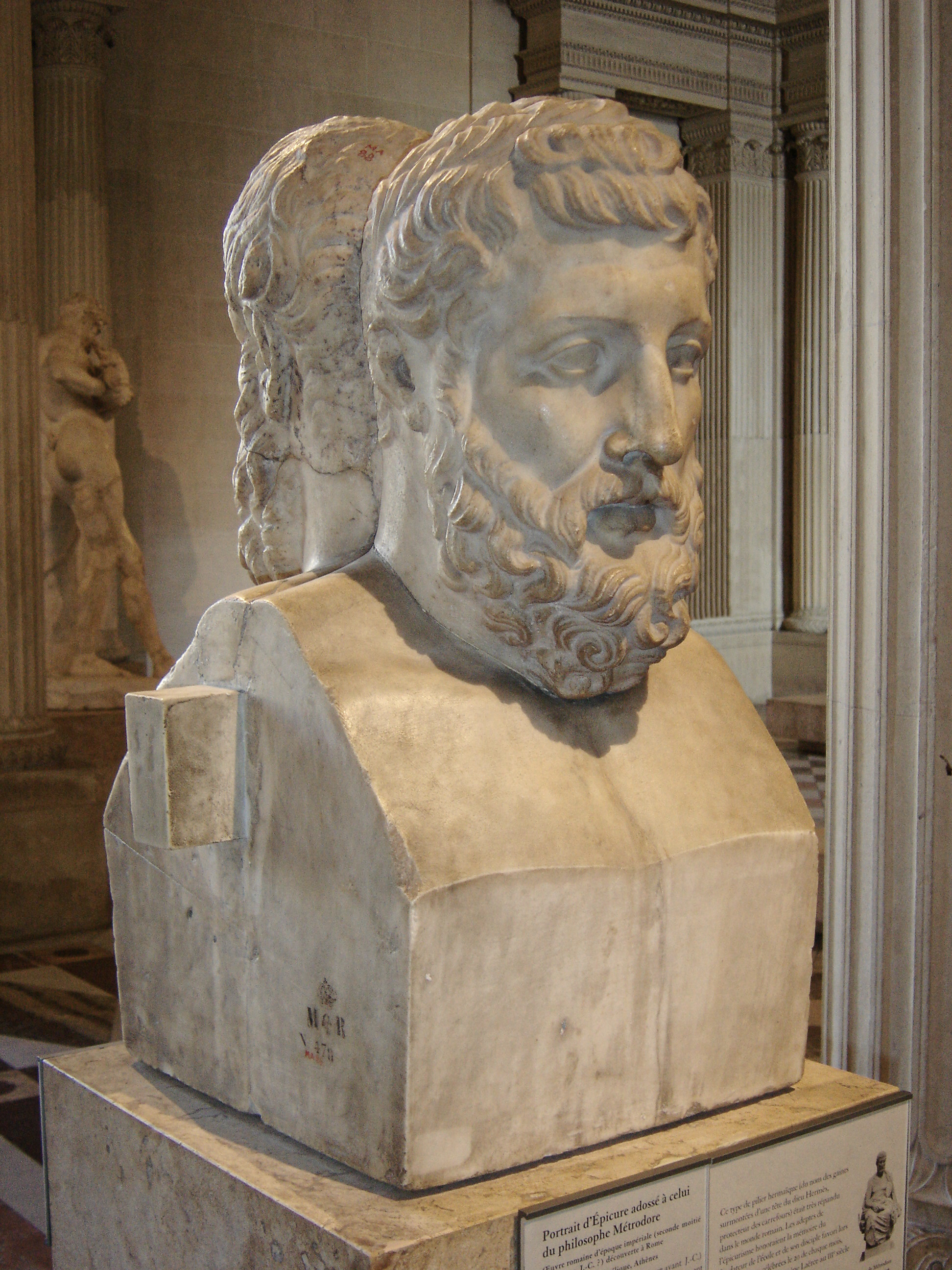
Portrait de Métrodore associé à celui d'Épicure sur un Hermès d'époque romaine conservé au Louvre.

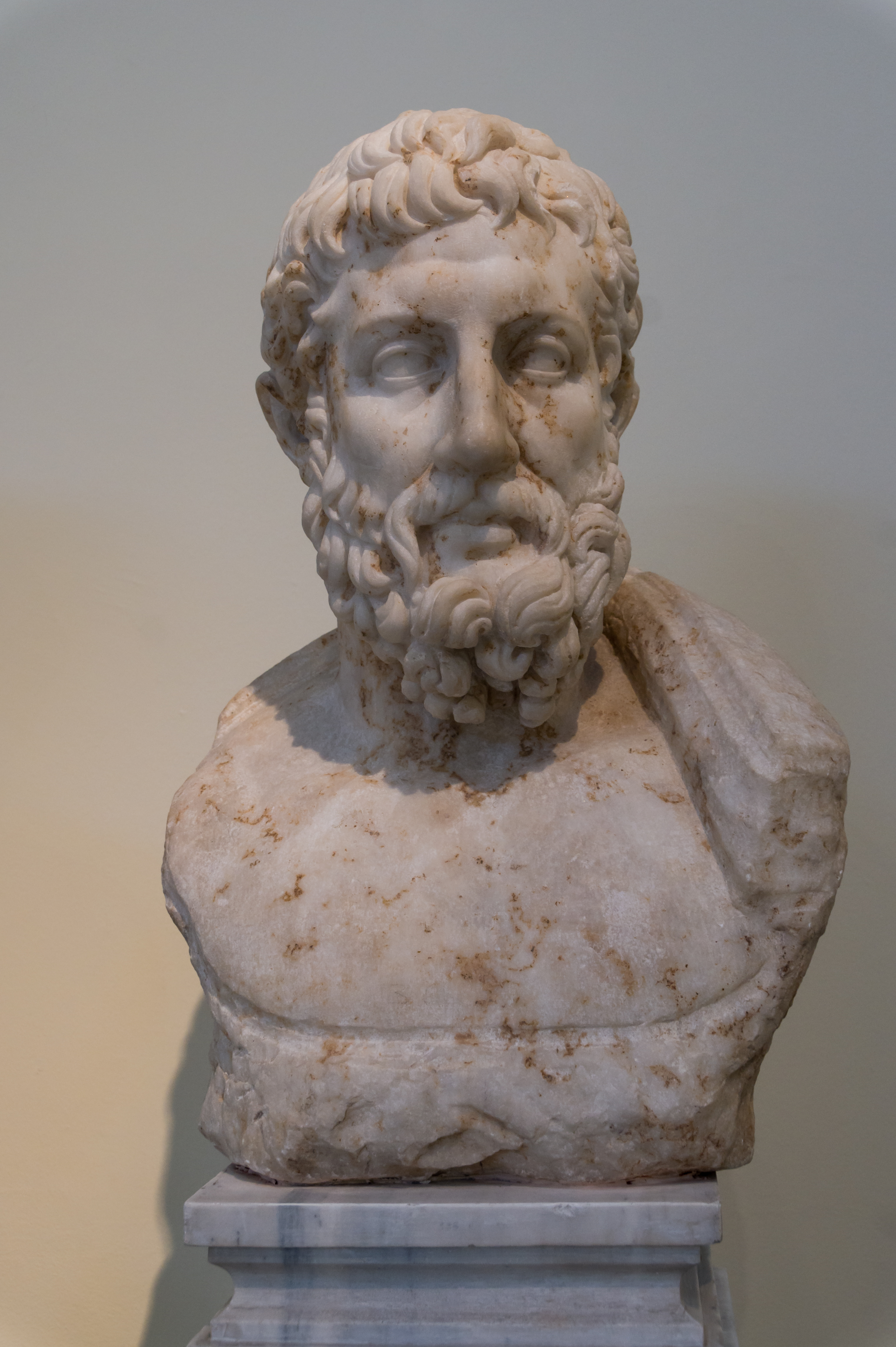
Copie romaine d'un buste hellénistique de Métrodore, Musée national archéologique d'Athènes.

Le titre des œuvres principales de Métrodore nous a été transmis par Diogène Laërce.
- Πρὸς τοὺς ἰατρούς, τρία - Contre les médecins (3 livres)
- Περὶ αἰσθήσεων - Sur les sensations
- Πρὸς Τιμοκράτην - Contre Timocrate
- Περὶ μεγαλοψυχίας - Sur la grandeur d'âme
- Περὶ τῆς Ἐπικούρου ἀρρωστίας - Sur la faible constitution d'Épicure
- Πρὸς τοὺς διαλεκτικούς - Contre les dialecticiens
- Πρὸς τοὺς σοφιστάς, ἐννέα - Contre les sophistes (9 volumes)
- Περὶ τῆς ἐπὶ σοφίαν πορείας - Sur l'acheminement vers la sagesse
- Περὶ τῆς μεταβολῆς - Sur le changement
- Περὶ πλούτου - Sur la richesse[3]
- Πρὸς Δημόκριτον - Contre Démocrite
- Περὶ εὐγενείας - Sur la noblesse

D'autres œuvres sont attestées ailleurs :
- Contre l'Euthyphron de Platon[4]
- Les Poèmes[5]
- La Philosophie[6]
- Recueil de Lettres à Batis, a Ménestrate, à Timarque, à Timocrate[7].

L'essentiel de son œuvre est aujourd'hui perdu. De petits fragments de son ouvrage Sur la richesse ont été retrouvés dans la bibliothèque de Philodème de Gadara dans la Villa des Papyrus à Herculanum. Ses écrits ne sont connus qu'indirectement ou par de courtes citations, comme dans le De officiis de Cicéron « tout le bonheur de la vie consiste dans la bonne constitution du corps et dans l'espoir assuré de la conserver longtemps ». Arthur Schopenhauer rapporte un titre de chapitre : « Les causes qui viennent de nous contribuent plus au bonheur que celles qui naissent des choses. ». Une citation accompagnée d'un portrait a été retrouvée sur une mosaïque d’Autun.